# Arrondissement di Béziers
L'arrondissement di Béziers è un arrondissement dipartimentale della Francia situato nel dipartimento dell'Hérault, nella regione dell'Occitania.

## Storia
Fu creato nel 1800, sulla base dei preesistenti distretti. Nel 1926 integrò l'arrondissement soppresso di Saint-Pons.

## Composizione
L'arrondissement è composto da 152 comuni raggruppati in 19 cantoni:
- cantone di Agde
- cantone di Bédarieux
- cantone di Béziers-1
- cantone di Béziers-2
- cantone di Béziers-3
- cantone di Béziers-4
- cantone di Capestang
- cantone di Florensac
- cantone di La Salvetat-sur-Agout
- cantone di Montagnac
- cantone di Murviel-lès-Béziers
- cantone di Olargues
- cantone di Olonzac
- cantone di Pézenas
- cantone di Roujan
- cantone di Saint-Chinian
- cantone di Saint-Gervais-sur-Mare
- cantone di Saint-Pons-de-Thomières
- cantone di Servian